# Eugen Seiterle
Eugen Seiterle, švicarski rokometaš, * 7. december 1913, † 23. november 1998.
Leta 1936 je na poletnih olimpijskih igrah v Berlinu v sestavi švicarske rokometne reprezentance osvojil bronasto olimpijsko medaljo.